# Абдулхай Багдади
Абдулхай Багдади (перс. عبد الحي البغدادي‎) — живший в XIV или XV веке при Тимуридах художник и живописец. Был вызван Тамерланом в Самарканд и служил главным художником в мастерской искусств Самарканда. Был одним из главных художников во дворце Тамерлана. Является автором миниатюр и картин на стенах дворца сада Баг-и Шамал и других дворцов. Был современником ещё одного художника при Тимуридах — Пир Ахмада Багишамали. После смерти Багдади, Пир Ахмад Багишамали продолжил его стиль живописи.
До наших дней работы Абдулхая Багдади сохранились очень мало. В музее исламского искусства Берлина находятся две его миниатюры — «Утка» и «Сражение». А в стамбульском дворце Топкопу находятся ещё две миниатюры, на которых есть подпись Багдади.